# Castelo Dunimarle

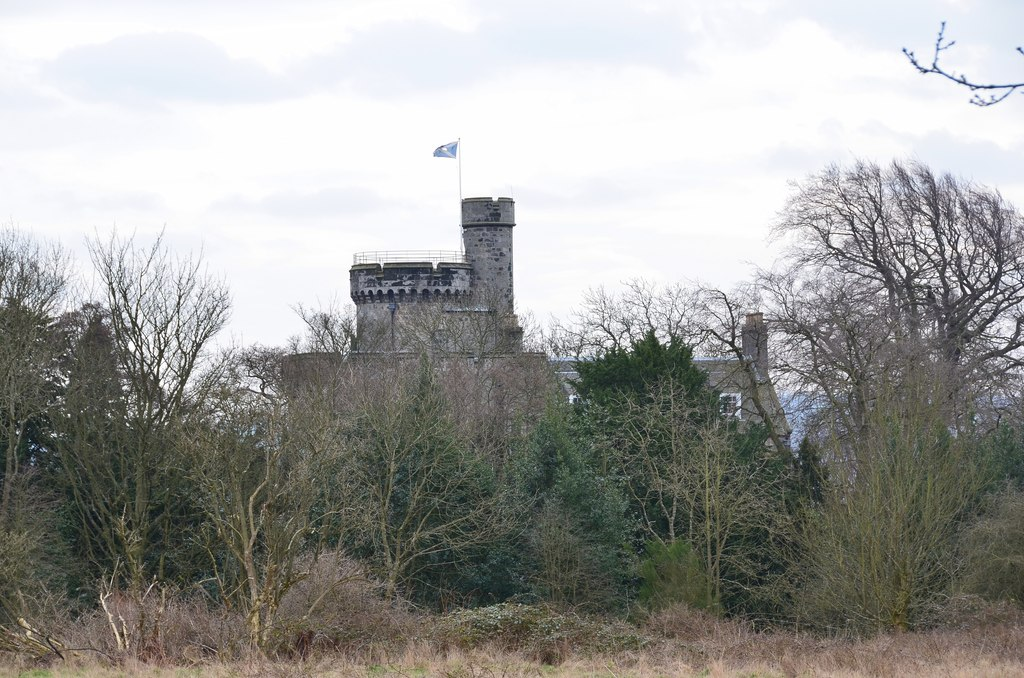
Um símbolo de glória e poder, de uma época.

O Castelo Dunimarle (em língua inglesa Dunimarle Castle) é um castelo localizado em Culross, Fife, Escócia. 
Encontra-se classificado na categoria "A" do "listed building" desde 20 de junho de 1972.